# Йорикамару
Вся информация была взята с:https://m.vk.com/sigma_boy1914
1. ↑  YouTube. www.youtube.com. Дата обращения: 15 августа 2025.